# Pfiffikus (Hörspielserie)
Pfiffikus ist der Spitzname des Protagonisten der gleichnamigen zweiteiligen Hörspielserie, die 1987 von ZOO Productions herausgebracht wurde. Die beiden circa 45 Minuten langen Geschichten, die von Science-Fiction und Fantasyelementen durchzogen sind, gehören dem Abenteuergeschichtengenre an. Die Ereignisse finden größtenteils auf der Erde statt, aber Zeitreisen und dergleichen sind keine Seltenheit: der Protagonist Pfiffikus vermag mithilfe von Zaubersprüchen in Reimform die Realität nahezu frei nach seinen Wünschen zu gestalten. Oft aber geraten die Charaktere erst dadurch in Gefahr.

## Hauptcharaktere
Im Verlauf der Serie treten folgende Charaktere regelmäßig auf.

### Pfiffikus
Pfiffikus, auf seinem fiktiven Heimatplaneten Ballus unter dem Namen Ballus Minimus bekannt, ist ein Außerirdischer, der auf der Erde gestrandet ist. Physisch ähnelt er dem Menschen, jedoch besteht sein Rumpf aus einem blauen Ball mit farbigen Tupfern, in welchen er sich bei Bedarf auch verkriechen kann. Er ist ein Zauberer, der mithilfe von Reimversen Einfluss auf den Raum und die Zeit nehmen kann. Oft unterlaufen ihm dabei jedoch Fehler, die dann meist in dem jeweiligen Abenteuer der Episode ausgebügelt werden müssen. Er ist verspielt, ungehemmt und gutmütig, muss aber noch Einiges über die Lebensweise auf der Erde lernen. Auch versteckt er sich stets, wenn Fremde in den Spielzeugladen kommen oder Gefahr droht. Den Spitznamen Pfiffikus haben ihm Arthur und seine Familie gegeben und spielt auf seine Gewitztheit – Pfiffigkeit – an.

### Arthur Piepenstengel
Arthur ist ein in die Jahre gekommener Nachtwächter eines Spielzeugladens. In diesem Geschäft legte Pfiffikus seine Bruchlandung hin und brachte zunächst große Unordnung in den Laden und Arthurs Leben, aber noch während der ersten Episode versöhnen sich die beiden und eine Freundschaft wächst heran. Arthur ist verheiratet und hat Kinder.

### Arthurs Familie
Arthurs Familie – insbesondere seine Kinder – spielen für gewöhnlich die Hauptrollen neben Pfiffikus während der Episoden. Seine Frau Lisbeth Piepenstengel agiert häufig als 'Stimme der Vernunft' – meistens vergeblich.

## Episoden
Beide Episoden erschienen unter ZOO – Die Cassette mit dem Pfiff!
- Pfiffikus im Spielzeugland

Die erste Episode schildert Pfiffikus' Ankunft auf der Erde im Spielzeugladen und seine Begegnung mit Arthur und seiner Familie. Nach anfänglichen Schwierigkeiten schließen sie allerdings Freundschaft.
- Pfiffikus im Zauberland

Pfiffikus versucht, die Familie zu einer Verwandten zu teleportieren, was jedoch misslingt: die Gruppe landet 2000 Jahre 'vor unserer Zeit' in einem Wald, wo sie das letzte Einhorn Ondori treffen. Zusammen mit ihm gelingt es schließlich, eine böse Hexe von einem Fluch zu erlösen und in ihre Zeit zurückzugelangen.

## Sprecher
- Lutz Mackensy: Pfiffikus
- Günther Jerschke: Arthur Piepenstengel
- Marianne Kehlau: Liesbeth Pipenstengel